# Cambridgea
Genre
Cambridgea est un genre d'araignées aranéomorphes de la famille des Desidae.

## Distribution
Les espèces de ce genre se rencontrent en Nouvelle-Zélande sauf Cambridgea simoni de Nouvelle-Calédonie.

## Liste des espèces
Selon World Spider Catalog (version 18.5, 15/11/2017) :
- Cambridgea agrestis Forster & Wilton, 1973
- Cambridgea ambigua Blest & Vink, 2000
- Cambridgea annulata Dalmas, 1917
- Cambridgea antipodiana (White, 1849)
- Cambridgea arboricola (Urquhart, 1891)
- Cambridgea australis Blest & Vink, 2000
- Cambridgea decorata Blest & Vink, 2000
- Cambridgea elegans Blest & Vink, 2000
- Cambridgea elongata Blest & Vink, 2000
- Cambridgea fasciata L. Koch, 1872
- Cambridgea foliata (L. Koch, 1872)
- Cambridgea inaequalis Blest & Vink, 2000
- Cambridgea insulana Blest & Vink, 2000
- Cambridgea longipes Blest & Vink, 2000
- Cambridgea mercurialis Blest & Vink, 2000
- Cambridgea obscura Blest & Vink, 2000
- Cambridgea occidentalis Forster & Wilton, 1973
- Cambridgea ordishi Blest & Vink, 2000
- Cambridgea pallidula Blest & Vink, 2000
- Cambridgea peculiaris Forster & Wilton, 1973
- Cambridgea peelensis Blest & Vink, 2000
- Cambridgea plagiata Forster & Wilton, 1973
- Cambridgea quadromaculata Blest & Taylor, 1995
- Cambridgea ramsayi Forster & Wilton, 1973
- Cambridgea reinga Forster & Wilton, 1973
- Cambridgea secunda Forster & Wilton, 1973
- Cambridgea simoni Berland, 1924
- Cambridgea solanderensis Blest & Vink, 2000
- Cambridgea sylvatica Forster & Wilton, 1973
- Cambridgea tuiae Blest & Vink, 2000
- Cambridgea turbotti Forster & Wilton, 1973

## Publication originale
- L. Koch, 1872 : Die Arachniden Australiens. Nürnberg, vol. 1, p. 105-368 (texte intégral).